# Prunus oblonga
Prunus oblonga är en rosväxtart som beskrevs av Macbride. Prunus oblonga ingår i släktet prunusar, och familjen rosväxter. Inga underarter finns listade i Catalogue of Life.